# Dubai Maritime City

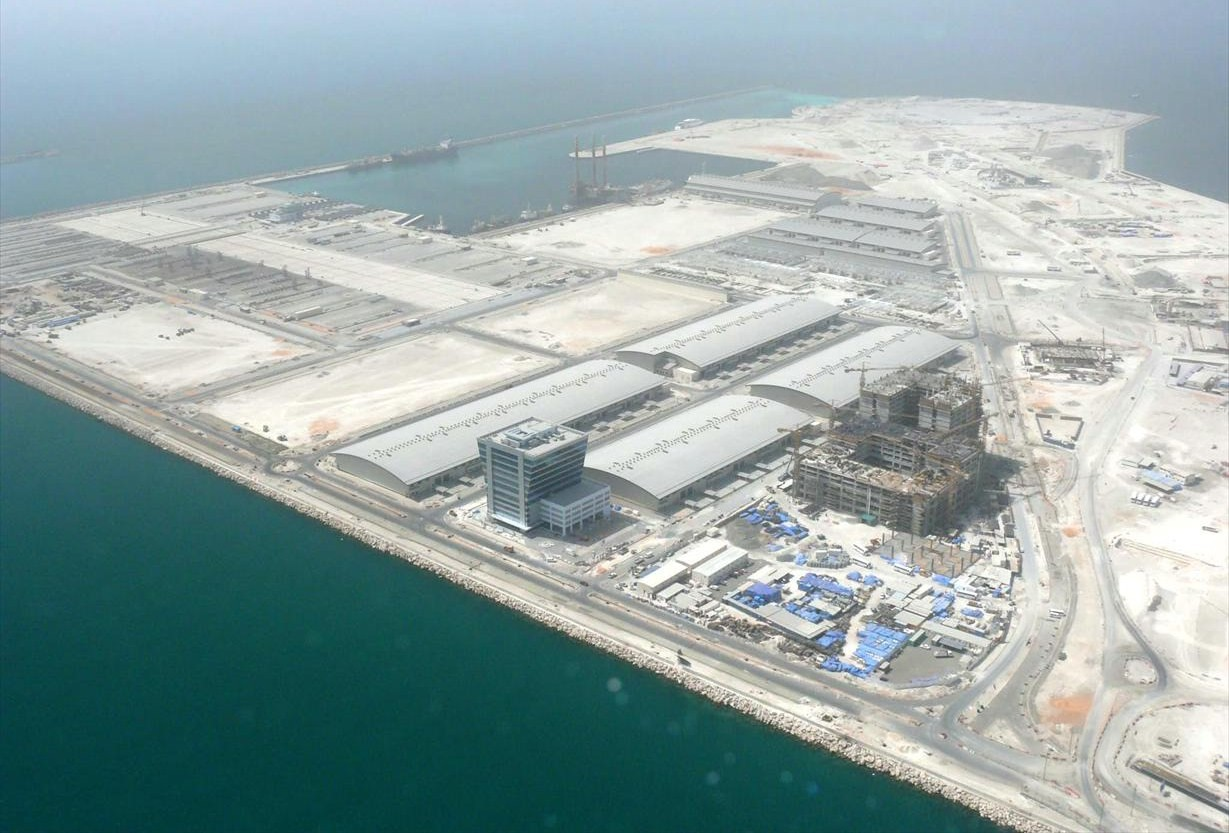
Dubai Maritime City vào ngày 8 tháng 5 năm 2008

Dubai Maritime City (DMC) là một khu vực hàng hải đa năng nằm ở Dubai, Các Tiểu vương quốc Ả Rập thống nhất. Nó là một phần trong số các dự án của công ty Dubai World. Maritime City dự kiến sẽ đi vào hoạt động vào năm 2012.

## Giới thiệu
Dubai Maritime City rộng 2,27 triệu mét vuông được chia thành: Trung tâm Hàng hải, Khu công nghiệp, Khu học thuật, Quận Marina, khu dân cư Harbour và khu văn phòng Harbour. Khu trung tâm hàng hải là trung tâm của Dubai Maritime City. Được tạo ra như một khu công viên đô thị, Quận bao gồm tám bờ sông và nội thất được xây dựng xung quanh một đại lộ trung tâm.
Trung tâm Hàng hải bao gồm một cụm gồm 5 tòa tháp cao tầng được gọi là Tháp Đôi và Plaza, tháp Landmark nằm ở đầu bán đảo nhân tạo và 7 lô đất dành cho các nhà phát triển tiềm năng có kế hoạch xây dựng tòa tháp của riêng họ. Trung tâm cũng sẽ có một khách sạn 5 sao và các căn hộ dịch vụ cao cấp.

## Khu

### Khu công nghiệp
Khu vực này là một trung tâm cho các cơ sở sửa chữa tàu, du thuyền, sửa chữa và đóng du thuyền, cũng như các đơn vị nhà xưởng. Khu vực sẽ được giám sát bởi sự quản lý của Jadaf Dubai. Một đoạn đầm lầy ướt dài 1.270 mét đã được tạo sẵn trong khu vực này, cùng với 42 cầu cảng có kích thước khác nhau. Số lượng lớn không gian bến tàu có sẵn ở đây làm giảm bớt một cuộc khủng hoảng không gian cho tàu thuyền ở Dubai. Khu vực này có 19 ô sửa chữa tàu và hai máy có khả năng nâng 3.000 và 6.000 tấn mỗi tàu. Hơn 100 nhà xưởng và nhà kho tạo nên một khu công nghiệp.

### Khu học xá Dubai Maritime City
Khu học xá Dubai Maritime City nằm ở giữa Dubai Maritime City. Các tổ chức ở đây cung cấp một giáo trình bao gồm kỹ thuật hàng hải, vận tải biển và khoa học hải quân. Học viện có khả năng cung cấp cho việc học của 1.300 sinh viên. Khu vực này cũng có nhiều tòa nhà khác như nhà thờ Hồi giáo, khách sạn thương gia 500 phòng, câu lạc bộ biển, trung tâm hội nghị và thư viện hai tầng.

### Trung tâm Hàng hải
Trung tâm Hàng hải là trung tâm của Dubai Maritime City. Nó bao gồm tám bờ sông và các nội thất mà sẽ phục vụ như là một trung tâm quốc tế cho các doanh nghiệp hàng hải. Cũng đang được xây dựng trong khu vực này là tháp Landmark cao 45 tầng, sẽ hoạt động như một khách sạn 5 sao khi hoàn thành. Nhiều dự án khác cũng được quy hoạch như tháp Swiftship, khách sạn IRIS Mist dài 200 mét, khách sạn Kensington Krystal, căn hộ Senali Aquamarine, trung tâm văn phòng Creek Towers và một khách sạn sáu sao hiện chưa được đặt tên.

### Khu văn phòng Harbour
Cửa ngõ vào Dubai Maritime City có 19 khu phát triển được cung cấp để phát triển tòa tháp văn phòng. Khu này nhìn ra bến cảng và là khu vực gần nhất với các dự án thuộc phần còn lại của Dubai.

### Quận Marina và khu dân cư Harbour
Bao gồm một nhóm các khu vực hoạt động hỗn hợp phục vụ cho các chủ du thuyền và cũng có các nhà hàng, cửa hàng bán lẻ và các cơ sở giải trí. Có 14 thửa đất để xây dựng các tòa tháp dân cư cao tầng.

## Vị trí
Dubai Maritime City nằm ở hướng bắc gần khu kinh doanh khu vực giữa cảng Rashid và bến tàu Dubai Dry. Dubai Maritime City tọa lạc tại một vị trí chiến lược chỉ cách đường bờ biển Jumeirah 1 km, cách Bur Dubai 1,5 km, cách đường hầm Shindaga ở thành phố Deira 2,5 km, cách Sân bay quốc tế Dubai 10 km và cách đường Sheikh Zayed 3 km.

## Mục đích
Khi hoàn thành, Dubai Maritime City sẽ là một sự phát triển hỗn hợp cho ngành hàng hải, bao gồm các cơ sở công nghiệp, thương mại, dân cư và giải trí nằm trên một bán đảo nhân tạo bằng cách cải tạo đất giữa cảng Rashid và bến tàu Dubai Dry. Khu học xá Dubai Maritime City kết hợp giáo dục, đào tạo và nghiên cứu trong một khu phức hợp hàng hải chứa hơn 1300 sinh viên để đào tạo giúp hỗ trợ các doanh nghiệp hàng hải và dịch vụ.

## Những phát triển gần đây
Tính đến tháng 3 năm 2009, giai đoạn đầu của Dubai Maritime City là xây dựng 1000 bến đã được hoàn thành, tuy nhiên việc xây dựng đã bị tạm dừng trong năm 2010 do khủng hoảng tài chính ở Dubai. Toàn bộ giai đoạn xây dựng đầu tiên bao gồm 96 tháp cao và thấp đã được hoàn thành vào tháng 3 năm 2012. Giai đoạn 2 và 3 tập trung vào việc hoàn thiện khu vực và bổ sung thêm các tòa tháp và cơ sở hạ tầng thương mại bổ sung. Toàn bộ dự án dự kiến sẽ hoàn thành vào năm 2014.